# Howard Jones (brytyjski muzyk)
Howard Jones (ur. 23 lutego 1955 w Southampton w Wielkiej Brytanii) – brytyjski wokalista, kompozytor oraz autor tekstów. 

## Życiorys
Od siódmego roku życia uczył się grać na fortepianie. Imał się różnych zajęć, m.in. pracował w fabryce opakowań oraz dawał lekcje muzyki. Od 1979 r. występował w pubach i barach, najpierw w High Wycombe, później w Londynie. Z początku wykonywał fortepianowe przeróbki przebojów i standardów muzyki rozrywkowej. W krótkim czasie dorobił się własnego repertuaru, aranżowanego na instrumenty elektroniczne i prezentowanego publicznie z towarzyszeniem mima Jeda Hoile'a. W 1983 r. podpisał kontrakt na nagrania z firmą WEA. Głównym tematem swoich tekstów uczynił zacieranie się indywidualności człowieka w społeczeństwie przemysłowym (np. „Hide and Seek”). Pozyskał do współpracy wybitnych producentów nagrań (Ruperta Hine'a, Arifa Mardina i Phila Collinsa). W grudniu 1986 r. na zaproszenie TVP wystąpił we Wrocławiu. Latem 2005 r. wrócił po kilku latach przerwy nowym albumem Revolution of the Heart.

## Albumy
- Human's Lib (1984)
- The 12' Album (1984)
- The 12' Ers (1984)
- Howard Jones Sings „What Is Love?” (1984)
- Dream into Action (1985)
- Howard Jones 12'Ers vol 2 (1985)
- Action Replay (1986)
- One to One (1986)
- Cross That Line (1989)
- In the Running (1992)
- The Best of Howard Jones (1993)
- Working in the Backroom (1994)
- Live Acoustic America (1996)
- Angels & Lovers  (1997) – tylko w Japonii
- People (1998)
- Perform.00 (2000)
- The Peaceful Tour Live (2001)
- Piano Solos (for Friends and Loved Ones) (2002))
- The Very Best of Howard Jones (2003)
- Revolution of the Heart (2005)

## Ważniejsze single
- New Song (1983)
- What Is Love (1983)
- Hide and Seek (1984)
- Pearl in the Shell (1984)
- Equality (1984)
- Like to Get to Know You Well (1984)
- Things Can Only Get Better (1985)
- Look Mama (1985)
- Life in One Day (1985)
- No One Is to Blame (1986)
- All I Want (1986)
- You Know I Love You... Don't You? (1986)
- Little Bit of Snow (1987)
- Everlasting Love (1989)
- The Prisoner (1989)